# Revues d'archéologie interrégionales de France
Outre les revues régionales, et les revues internationales francophones, plusieurs revues scientifiques interrégionales ont été fondées dans le domaine de l'archéologie, en France, au cours du XXe siècle. 
La liste (tableau) des revues d'archéologie interrégionales de France présente ces huit revues scientifiques à comité de lecture, concernant chacune plusieurs régions, dont l'ensemble recouvre le territoire français métropolitain. 
Ces revues ont été évaluées, par le ministère de la Culture, pour leur rôle de diffusion des connaissances et découvertes scientifiques en archéologie. 
La sous-direction à l'Archéologie du ministère de la Culture soutient ces huit revues interrégionales qui constituent un niveau de référence et d'échanges privilégiés entre professionnels (chercheurs, universitaires) et amateurs (notamment membres de sociétés savantes) des différentes inter-régions.

## Liste des revues d'archéologie interrégionales
| Cadran      | Revue                                      | Créée | Période(s)                            | Inter-régions (régions avant 2016)                                                   |
| ----------- | ------------------------------------------ | ----- | ------------------------------------- | ------------------------------------------------------------------------------------ |
| Nord        | Revue du Nord                              | 1910  | Toutes périodes                       | Nord de la France, Belgique, Pays-Bas                                                |
| Ouest       | Revue archéologique de l'Ouest             | 1984  | préhistoriques, historiques           | Bretagne, Basse-Normandie, Haute-Normandie, Pays de la Loire                         |
| Centre      | Revue archéologique du Centre de la France | 1962  | Toutes périodes depuis la Préhistoire | Auvergne, Centre-Val de Loire, Île-de-France, Loire (département)                    |
| Est         | Revue archéologique de l'Est               | 1950  |                                       | Alsace, Champagne-Ardenne, Lorraine, Bourgogne, Franche-Comté et nord de Rhône-Alpes |
| Sud-Ouest   | Aquitania                                  | 1983  | Âge du Fer, Antiquité, Moyen Âge      | Aquitaine (ancienne région), Limousin, Midi-Pyrénées, Poitou-Charentes               |
| Sud-Est     | Revue archéologique de Narbonnaise         | 1968  | Antiquité                             | Provence-Alpes-Côte d'Azur, Languedoc-Roussillon (principalement)                    |
| Sud,Sud-Est | Documents d'archéologie méridionale        | 1978  | Âges des métaux (Protohistoire)       | Languedoc-Roussillon, Midi-Pyrénées, Provence-Alpes-Côte d'Azur, Corse               |
| Sud,Sud-Est | Archéologie du Midi médiéval               | 1983  | Moyen Âge                             | Languedoc-Roussillon, Midi-Pyrénées, Provence-Alpes-Côte d'Azur                      |

## Revues, régions et territoires

### Organisation des régions françaises
Pour mémoire, tandis que les régions administratives Bretagne, Pays de la Loire, Île-de-France, Provence-Alpes-Côte d'Azur restaient inchangées, les régions françaises administratives (à compétences économiques) suivantes ont fusionné le 1er janvier 2016 :

#### Nord et Ouest
- (Nord-Pas-de-Calais et Picardie) deviennent région Hauts-de-France
- (Basse-Normandie et Haute-Normandie) deviennent région Normandie (région administrative)

#### Est
- (Alsace, Champagne-Ardennes et Lorraine) deviennent région Grand Est
- (Bourgogne (ancienne région administrative) et Franche-Comté) deviennent région Bourgogne-Franche-Comté

#### Sud-Ouest
- (Aquitaine (ancienne région), Limousin (ancienne région administrative) et Poitou-Charentes) deviennent région Nouvelle-Aquitaine
- (Languedoc-Roussillon et Midi-Pyrénées) deviennent région Occitanie (région administrative)

### Publications transfrontalières
En Europe se sont développés les échanges entre régions, au niveau universitaire et de recherche. Ainsi, les publications de revues interrégionales peuvent concerner des régions européennes proches.

#### Aquitania
La revue Aquitania, fondée en 1983, publie notamment des travaux de terrain (sites, fouilles) ainsi que des enquêtes et dossiers, et des actes de Colloques thématiques. La revue publie un numéro annuel, des suppléments, et des études d'archéologie urbaine ; ainsi que les guides archéologiques de l'Aquitaine antique et de Midi-Pyrénées, de l'âge du fer au Xe siècle.
Si les régions du Sud-Ouest (français) forment le territoire géographique de la revue Aquitania, il peut être étendu selon les publications au versant sud (hispanique) des Pyrénées et de leur piémont. Le sud-ouest français couvert par la revue est limitrophe de plusieurs communautés autonomes d'Espagne : Pays basque, Navarre, Aragon et en partie Catalogne, (d'ouest en est) le long des Pyrénées. 
Au-delà, des trouvailles archéologiques telles que le butin de Hagenbach, découvert dans un bras du Rhin mais d'origine aquitaine, ont fait l'objet d'une publication dans Aquitania.

#### Revue de l'Est
Les régions françaises concernées sont (vers l'Est) limitrophes du sud de la Belgique, du Luxembourg, de l'Allemagne ou de la Suisse.
Parmi les publications récentes (2019), on peut noter les travaux sur une nécropole du Néolithique, en Alsace, située dans la plaine du Rhin.

#### Revue du Nord
La Revue du Nord, « revue d'Histoire et d'Archéologie des Universités du Nord de la France » (l'Université de Lille SHS, les Universités d'Artois, du Littoral Côte d'Opale, de Picardie, l'Université polytechnique des Hauts-de-France) publie des études historiques et archéologiques portant sur la France du Nord, la Belgique et les Pays-Bas. En plus de quatre numéros (trimestriels) d'histoire, un numéro d'archéologie parait en fin d’année.